# クレメント・バイヤード
クレメント・バイヤード (Clément-Bayard ) は、1903年から1922年まで存在したフランスの自動車メーカーである。
メジエール（現在のシャルルヴィル＝メジエール）にギュスターブ・アドルフ・クレメント (Gustave Adolphe Clément) によって設立された。
アドルフ・クレメントは、先にクレメント社を設立しており、「クレメント・グラディエーター」の名で自動車の製造を継続していた。
「バイヤード」とは1521年にメジエールを救った騎士であり、これにちなんで名付けられた。そのため、同社のロゴには騎士が描かれる。
クレメント・バイヤードの製品はイギリスへ輸出された。イギリス側の輸入会社はタルボット卿の出資によって設立され、クレメント・タルボット(Clément-Talbot)を名乗った。これが「タルボ」ブランドの始まりとなった。やがて、イギリスへ部品を輸送し、ロンドンの工場で組み立てるようになり、どちらの製造工場でも同じように自動車を製造していた。
1907年、 ユニットギアボックスとダッシュボードラジエターを備えたニューモデルの「10/12 hp」が登場。
第一次世界大戦中も 8馬力(6kW) モデルと 17.6馬力(13.1kW)モデルの生産を続けた。
工場は、急速に成長したシトロエンに1922年に買収され、その時点からスペアパーツの生産だけが1928年まで継続された。
1908年から多くの軍用飛行船と、1914年に少なくとも1機の航空機が生産された。